# Rachaiya
Rachaiya, otros nombres, Rachaya Râchaïya, Rashayya, Rāshayyā es un municipio y uno de los veinticinco distritos del Líbano, pertenece a la Gobernación de Bekaa, está situado a una distancia de 84 kilómetros de Beirut y se encuentra a 1.171 metros de altitud, la población, (teniendo en cuenta un radio de 7 kilómetros) es de 26.789 habitantes.

## Municipio
Tiene un consejo municipal elegido por seis años, tiene independencia administrativa y financiera, pero depende del poder central, cuenta con cuatro escuelas, de las cuales tres son públicas y una es privada, se educan en ellas 2.788 alumnos, cuenta con dos hospitales, uno es público y el otro es privado. Tiene 17 empresas con más de cinco empleados.